# 번지없는 주막 (1961년 영화)
"번지없는 주막"은 한국에서 제작된 강찬우 감독의 1961년 영화이다. 김승호 등이 주연으로 출연하였고 박희근 등이 제작에 참여하였다.

## 출연
- 김승호
- 박암
- 도금봉

## 기타
- 원작자: 정비석
- 조명: 최상동
- 미술: 홍성칠
- 음악: 맹원식